# 厚木郵便局
厚木郵便局（あつぎゆうびんきょく）は神奈川県厚木市にある郵便局。民営化前の分類では集配普通郵便局であった。

## 概要
住所：〒243-8799 神奈川県厚木市田村町2-18

### 併設施設
- ゆうちょ銀行厚木店（さいたま支店厚木出張所）：取扱店番号020070

### 分室
分室はなし。過去に存在した分室は以下のとおり。
- 大和分室 - 1948年（昭和23年）に廃止。

## 沿革
- 1872年（明治5年）旧7月 - 厚木郵便取扱所として開設[1]。
- 1873年（明治6年） - 厚木郵便役所となる[1]。
- 1875年（明治8年）1月1日 - 厚木郵便局（四等）となる。同年、為替取扱を開始[1]。
- 1879年（明治12年） - 貯金取扱を開始[1]。
- 1894年（明治27年）1月16日 - 厚木郵便電信局となる[1]。
- 1903年（明治36年）4月1日 - 通信官署官制の施行に伴い厚木郵便局となる[1]。
- 1945年（昭和20年）8月25日 - 特定郵便局から普通郵便局に局種別改定[2]。
- 1948年（昭和23年）3月1日 - 大和分室を廃止[3]。
- 1956年（昭和31年）11月1日 - 電話通話および和文電報受付事務の取扱を開始。
- 1957年（昭和32年）4月 - 局舎新築落成。
- 1970年（昭和45年）9月30日 - 小田急小田原線を経由する鉄道郵便輸送（東京小田原線）が廃止[4]。専用自動車に転換。
- 1971年（昭和46年）11月24日 - 厚木市東町から同市田村町に移転。
- 1993年（平成5年）7月1日 - 外国通貨の両替および旅行小切手の売買に関する業務取扱を開始。
- 2007年（平成19年）10月1日 - 民営化に伴い、併設された郵便事業厚木支店、ゆうちょ銀行厚木店に一部業務を移管。
- 2012年（平成24年）10月1日 - 日本郵便株式会社発足に伴い、郵便事業厚木支店を厚木郵便局に統合。

## 取扱内容

### 厚木郵便局
- 郵便、印紙、ゆうパック、内容証明
- 生命保険、バイク自賠責保険、自動車保険
- 「243-00xx」区域（厚木市の中心部区域）の集配業務
- ゆうゆう窓口

### ゆうちょ銀行厚木店
- 貯金、貸付、為替、振替、振込、国際送金、外貨両替、国債、投資信託、変額年金保険
- ATM

## 周辺
- 厚木市文化会館
- 厚木中央高等学校
- 神奈川県厚木南合同庁舎

## アクセス
- 小田急小田原線 本厚木駅（北口）から徒歩約10分
- 神奈中バス 栄町二丁目停留所下車
- 東名高速道路 厚木ICから北へ約3km
- 国道129号沿い
- 駐車場あり：12台